# 紅型

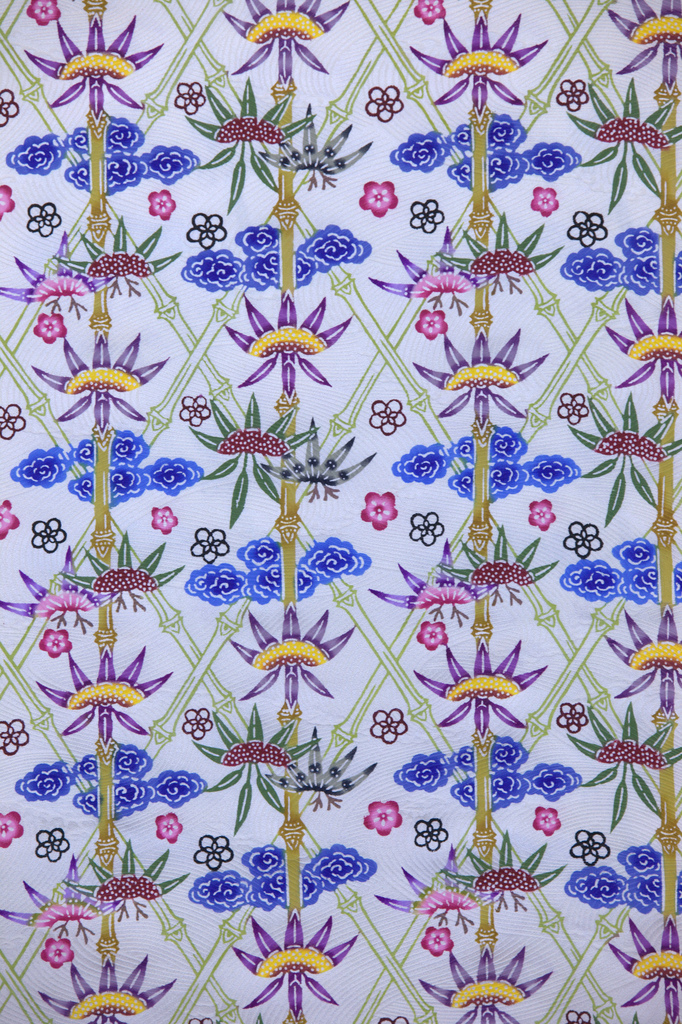
紅型

紅型是琉球傳統的一種染色技法，使用版面模子及其他方法製作。通常色澤鮮豔，且一般描繪有魚、水、花等自然主題的各種圖案。
紅型的歷史可以追溯到14世紀時期琉球國時代，此時期大量外國商品和製造技術流入琉球。當代學者認為紅型是綜合了印度、中國以及爪哇的染色技法而發展出來的。